# Gefecht
Unter einem Gefecht versteht man einen bewaffneten Zusammenstoß zwischen militärischen Formationen der Bodentruppen, Fliegerkräfte und Flotte (Marine) in allen Sphären. Im engeren Sinn ist unter einem Gefecht eine Kampfhandlung zu verstehen, die in ihren Ausmaßen bedeutender ist als ein Scharmützel, aber nicht Umfang und Intensität einer Schlacht erreicht. 
Das Gefecht ist die Grundform taktischer Handlungen in den Teilstreitkräften und beinhaltet nach Ziel, Ort und Zeit koordinierte taktische Kampfhandlungen (Schläge, Feuer, Manöver) von Einheiten und Truppenteilen eines Verbandes mit dem Ziel, gegnerische Kräfte (Mittel) zu zerschlagen (zu vernichten) sowie Räume (Abschnitte) von taktischer Bedeutung in kurzer Zeit zu besetzen oder weiterhin zu halten.
Das Gefecht ist für die Theorie der Taktik das Objekt und der Untersuchungsgegenstand.

## Herkunft des Begriffs Gefecht
Der Begriff Gefecht ist das kollektive Abstraktum zu fechten.
Das Wort fechten ist vor dem 8. Jahrhundert als starkes Verb im Mittelhochdeutschen vehten, im Althochdeutschen als fehtan aus Westgermanisch feht a für ’fechten, kämpfen‘ zu erschließen. Auch nachweisbar in Altenglisch feohtan, Altfriesisch fiuchta. Der Bedeutungsübergang von ’raufen‘ zu ‘kämpfen‘ ist dabei besonders im Litauischen deutlich sichtbar.

Zum Begriffsverständnis hebt Carl von Clausewitz (1780–1831) in seinem Werk Vom Kriege zwei charakteristische Merkmale hervor, die den Kampf in einem bestimmten Gefecht von anderen unterscheiden – die teilnehmenden Kräfte/Mittel (das Subjekt) und der Zweck (das Objekt) des Gefechts. Clausewitz schreibt:

„Der Kampf im Krieg ist nicht ein Kampf des einzelnen gegen den einzelnen, sondern ein vielfach gegliedertes Ganzes. In diesem großen Ganzen könen wir Einheiten zweierlei Art unterscheiden: die eine nach dem Subjekt, die andere nach dem Objekt bestimmt. In einem Heere reiht sich die Zahl der Kämpfer immer zu neuen Einheiten zusammen, die Glieder einer höheren Ordnung bilden. Es bildet also der Kampf eines jeden dieser Glieder auch eine mehr oder weniger hervortretende Einheit. Ferner bildet der Zweck des Kampfes, also sein Objekt, eine Einheit derselben. Jede dieser Einheiten nun, die sich im Kampf unterscheiden, belegt man mit dem Namen eines Gefechts.“

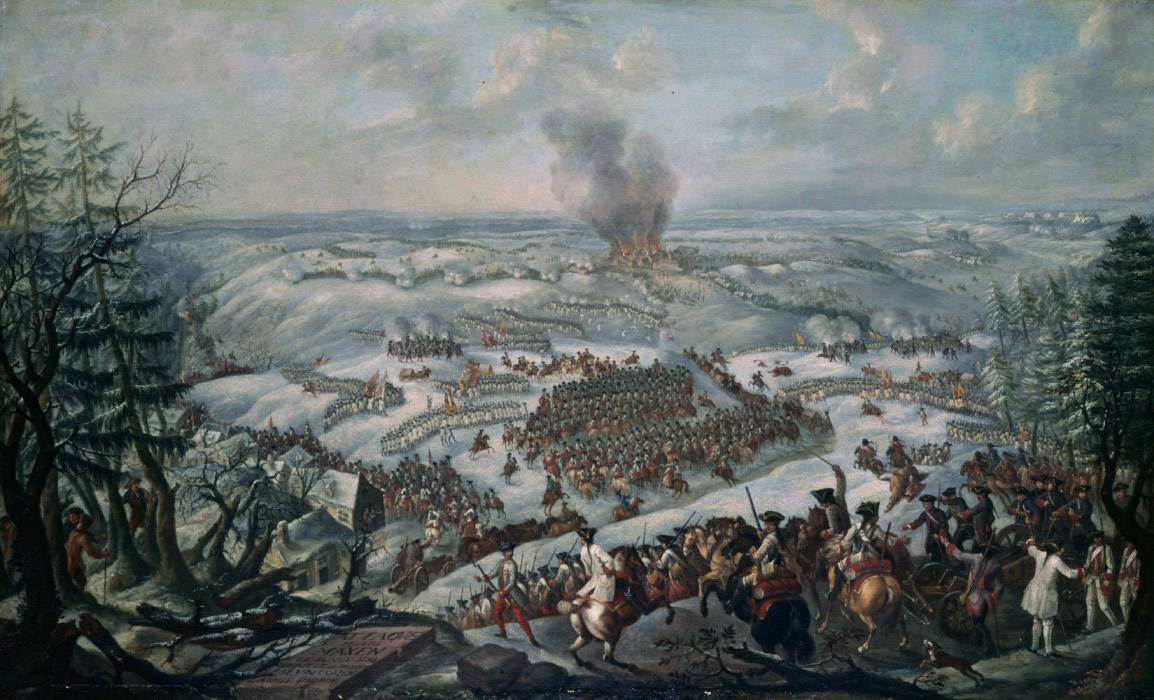
Gefecht bei Maxen 1759
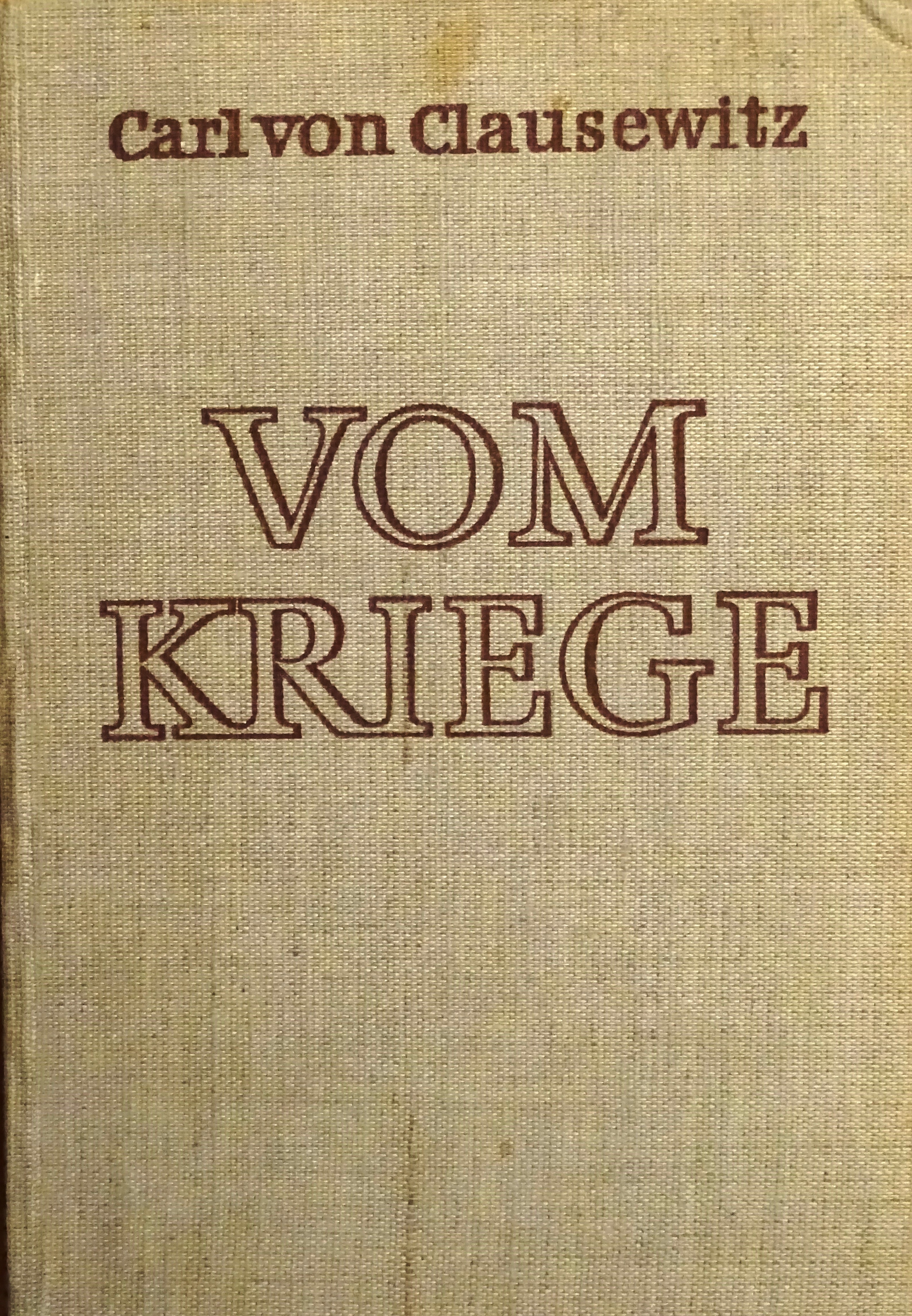
Clausewitz’ Werk (1832) Vom Kriege (hrsg. 1957)
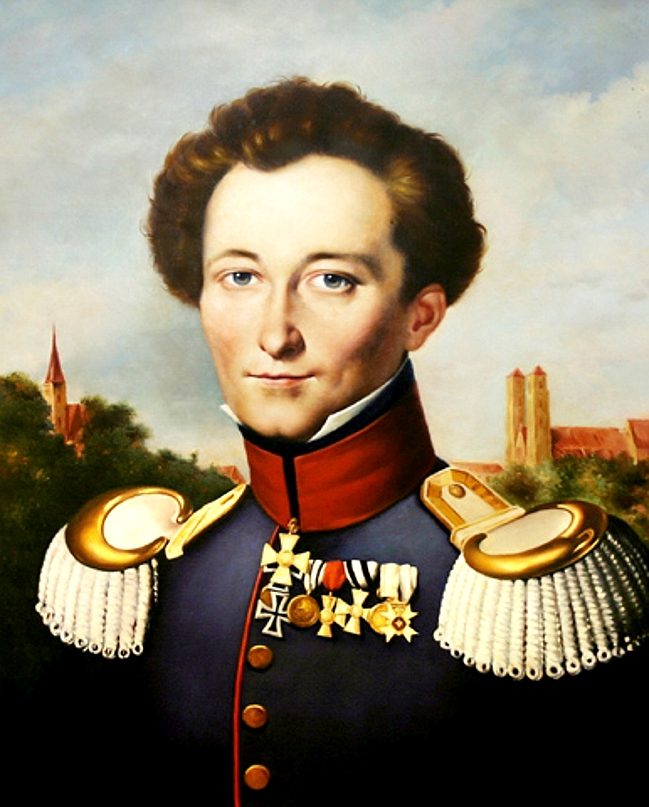
Carl von Clausewitz (1780–1831)
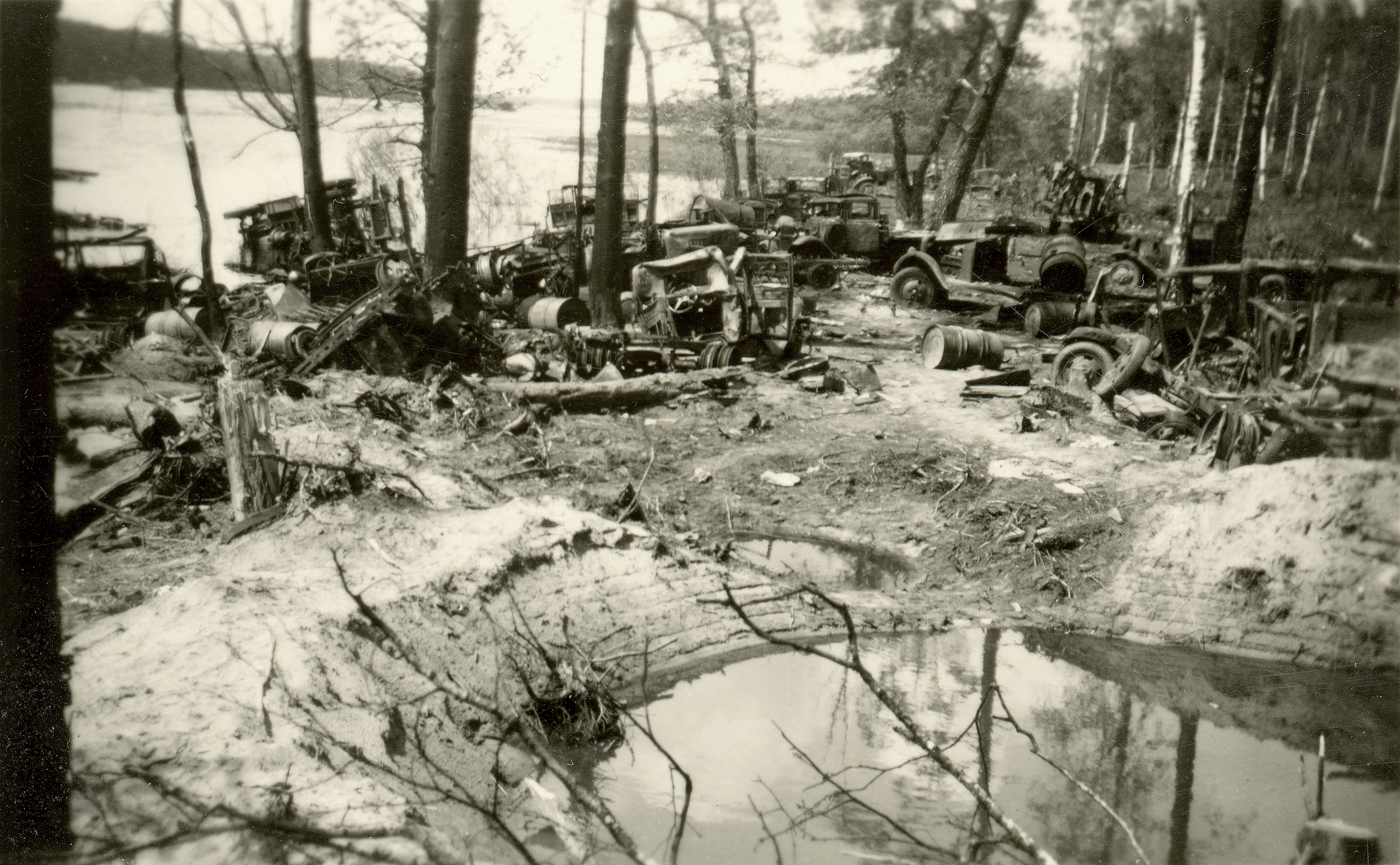
Nach einem Gefecht… Deutsch-Sowjetischer Krieg, (1941/42)

Im militärischen Sprachgebrauch werden zahlreiche Wortverbindungen gebraucht, darunter: Gefechtsalarm, -anlage, -anordnung, -aufgabe, -ausbildung, -befehl, -bereitschaft, -dienst, -dokumente, -einsatz, -exerzieren, -fahrzeug, -feld, -formation, -gewicht, -handlungen, -kopf, -lage, -meldung, -ordnung, -schießen, -sicherung, -stand, -stärke, -übung, -verlauf, Gefechtsverluste.

## Wesensmerkmale des Gefechts

### Gefechtsarten nach Kriterien
Nach dem Maßstab und Umfang der beteiligten Kräfte (Mittel) können unterschieden werden:
- das taktische Gefecht der militärischen Formationen im Umfang der Kompanie (der Batterie), des Bataillons (der Abteilung), des Regiments, (eventuell) der Brigade/Division;
- der Feuerkampf mittels Feuerleitung im Maßstab eines Zuges, der Kompanie (der Batterie), der (Artillerie-)Abteilung.
- Mehrere zeitlich und räumlich zusammenhängende Gefechte, die auf den Verlauf einer Operation einen entscheidenden Einfluss haben, können als Schlacht bezeichnet werden.
- Gefechte außerhalb einer geplanten Operation werden auch Scharmützel (Treffen) genannt.

Nach den einbezogenen Teilstreitkräften werden mehrere Arten des Gefechts unterschieden. Charakteristisch sind:
- das allgemeine Gefecht für die Truppen der Landstreitkräfte (des Heeres);
- das Luftabwehr-/Flugabwehr-/Luftverteidigungsgefecht für die Formationen der Truppenluftabwehr/Flugabwehr/Luftverteidigung;
- der Luftkampf für die Fliegerkräfte (Luftwaffe);
- das Seegefecht für die Seestreitkräfte (der Marine) und
- das gemeinsame Gefecht für militärische Formationen mehrerer Teilstreitkräfte.[1][2]

Nach dem Charakter der Kampfhandlungen wird das allgemeine Gefecht (der Bodentruppen) unterschieden in die Gefechtsarten Angriffsgefecht (eine Seite offensiv), Begegnungsgefecht (beide Seiten offensiv) und Verteidigungsgefecht (defensive Handlungen).
Das Verständnis von offensiven Handlungen überwiegt, weil diese auf die Erringung der Initiative gerichtet sind und darauf ausgerichtet sind, den Gegner zu schwächen oder in eine ungünstige Lage zu bringen, indem ihm Geländeräume (-abschnitte) taktischer Bestimmung abgenommen und gegnerische Handlungsfähigkeiten beschnitten werden.
Das Gefecht von Bodentruppen wird neben der Zielsetzung des Gefechts als Operationsart mit Verzögerung, Verteidigung, Angriff auch nach dem Gelände unterschieden in dem es stattfindet. Dies sind Orts- und Häuserkampf in urbanem bebautem Gelände, Waldkampf, Dschungelkampf (Regenwald), Kampf in Polarregionen und Wüsten, Kampf im Hochgebirge.

### Merkmale des allgemeinen Gefechts
Das allgemeine Gefecht wird von taktischen militärischen Formationen der Bodentruppen (gewöhnlich – Landstreitkräfte/Heer) geführt. An ihm nehmen alle Waffengattungen, Spezialtruppen und Dienste der Landstreitkräfte teil, um die sehr verschiedenartigen und speziell ihnen obliegenden Gefechtsaufgaben zu lösen. In der Regel handeln diese Kräfte (Mittel) im Zusammenwirken mit anderen Teilstreitkräften.
Merkmale des allgemeinen Gefechts sind die Elemente Feuer – Stoß – Bewegung und sein allgemeiner Truppencharakter, darunter:
- die Massierung des Feuers, d. h. die koordinierte Einwirkung mit den verschiedensten Bekämpfungsmitteln und auf möglichst die gesamte taktische Tiefe der Gruppierung des Gegners;
- die Zielstrebigkeit und Entschlossenheit der Handlungen der Truppen (Kräfte, Mittel) – in jedem Gefecht, nicht nur im allgemeinen Gefecht;
- sein Manövercharakter – mit Kräften (Mitteln) und dem Feuer;
- der rasche Wechsel der Ereignisse (Lage);
- das große räumliche Ausmaß und
- der enorme Bedarf an den verschiedenen materiellen Gütern.[1]

Gefechtsdienst durch Feuer und Bewegung sowie die allgemeine Aufgaben im Gefecht wird durch die Soldaten der Teileinheiten und deren militärische Führer als Zugführer geführt.

### Merkmale des Luftkampfes
Als Luftkampf werden die Gefechtshandlungen einzelner Kampfflugzeuge oder von Flugzeuggruppen (Luftkampfmitteln) bezeichnet, die mittels Flugmanövern und Einsatz der Flugzeugbewaffnung (Bekämpfungsmittel) gegnerische Luftangriffsmittel bekämpfen.
Der Luftkampf beginnt mit dem Orten (visuell oder mittels technischer Mittel) des Luftziels und endet mit dessen Vernichtung oder Abwehr. Die erste Etappe des Luftkampfs beinhaltet das Manöver des angreifenden Flugzeugs zur Annäherung ans Luftziel und Einnahme der Ausgangsposition zum Angriff. Die zweite Etappe bildet der unmittelbare Angriff und der Einsatz der Bekämpfungsmittel in Abhängigkeit von Entfernung und Größe des Luftziels.

### Merkmale des Flug-/Luftabwehrgefechts
Das Flug-/Luftabwehrgefecht beinhaltet den nach Ziel, Ort und Zeit koordinierten Feuerkampf der Fla-Raketen- und Flak-Artillerie-Verbände (-Truppenteile und -Einheiten) zur Vernichtung des Luftgegners, selbstständig oder gemeinsam mit einzelnen Flugzeugen (taktischen Gruppen) der Jagdfliegerkräfte.
Diese Grundform taktischer Handlungen der Flug-/Luftabwehrkräfte erfolgt in der Regel in begrenzten Räumen für kurze Zeitabschnitte und oftmals als Teil einer Luftabwehrschlacht und der Luftverteidigungsoperation der Truppen der Luftverteidigung des Landes (der Koalition).

### Merkmale des Seegefechts

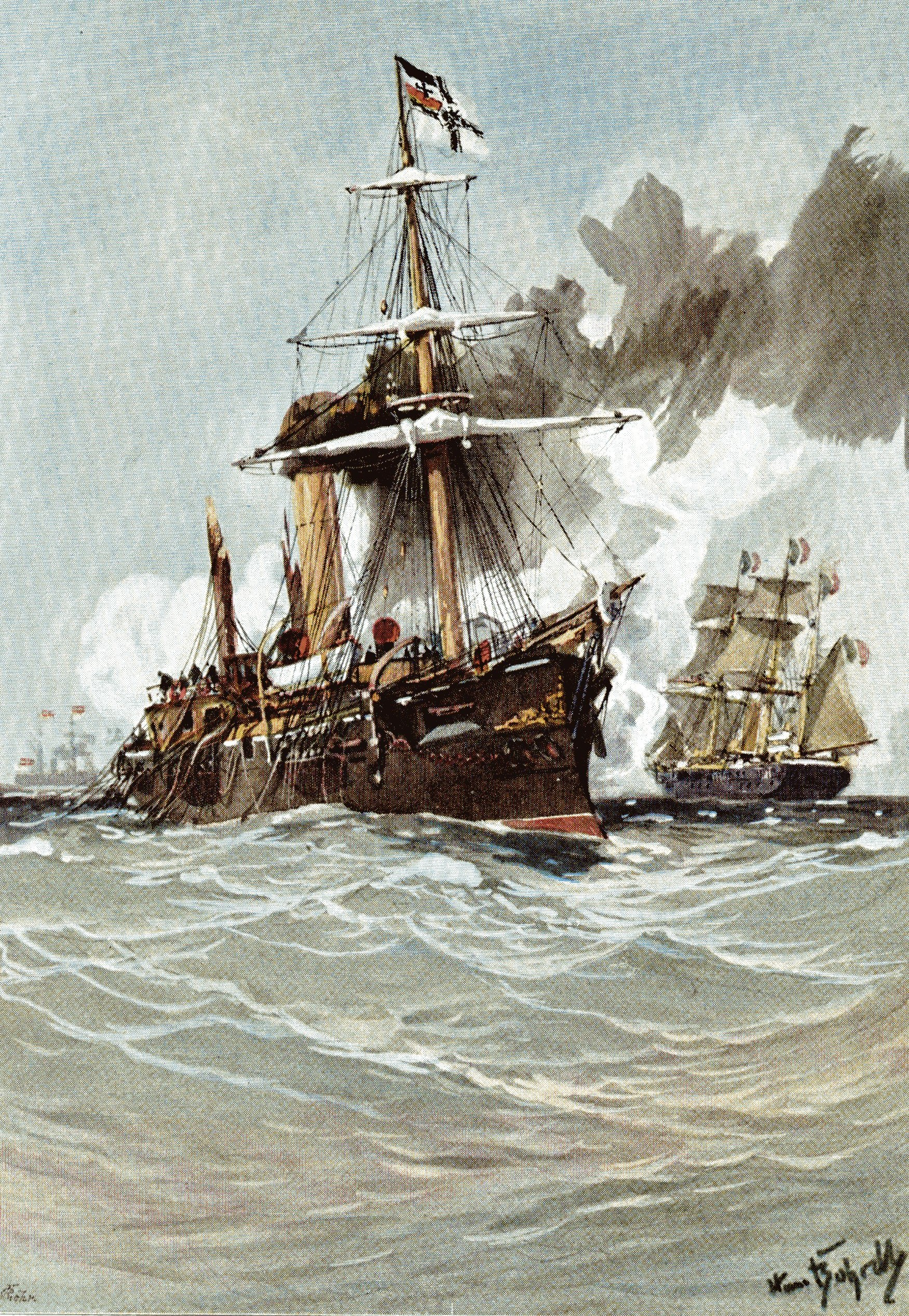
Gefecht vor Havanna 1870, am 9. November. Vorn SMS METEOR. Gemälde von Hans Bohrdt

Das Seegefecht ist die von den Verbänden, Truppenteilen und Einheiten der Seestreitkräfte angewandte Form taktischer Kampfhandlungen, die auf die Bekämpfung gegnerischer Kräfte (Mittel) gerichtet ist. Das Seegefecht beinhaltet taktische Schläge (Gegenschläge), Angriffe (Gegenangriffe) und die hierfür erforderlichen Maßnahmen der Sicherstellung von einer oder mehrerer Waffengattungen der Seestreitkräfte nach einer einheitlichen Idee und unter einheitlicher Führung.
Ziel des Seegefechts ist die Erfüllung der konkreten Gefechtsaufgabe während der Durchführung operativer und taktischer (Kampf-)Handlungen.

### Merkmale des gemeinsamen Gefechts
Das gemeinsame Gefecht ist eine Form taktischer (Kampf-)Handlungen der Seestreitkräfte, an denen Militärische Formationen mehrerer Teilstreitkräfte teilnehmen und nach einer einheitlichen Idee, unter einheitlicher Führung und in einer Gefechtsordnung vereint handeln.
Beispiele dafür sind das Landungsgefecht und das Landungsabwehrgefecht.

## Erklärungsvarianten zum Gefecht

### Regelungen in der Bundeswehr
Bei der Bundeswehr sind die allgemeinen Handlungen im Gefechtsdienst in der Zentralrichtlinie A2-226-0-0-4710 Gefechtsdienst aller Truppen (zu Lande) geregelt (ehemals Zentralen Dienstvorschrift ZDv 3/11).
Handlungen und Aufgaben im Gefecht sind Operationsart, Besondere Gefechtshandlungen und  Allgemeine Aufgaben im Einsatz.
Die Lehre von der Gefechtsführung auf der Verbandsebene ist die Taktik.
Bei Landstreitkräften unterhalb einer Kompanie, auf der Ebene eines Zuges wird der Kampf als Feuerkampf bezeichnet, nicht als Gefecht, und mit Feuer und Bewegung geführt.

### Teilnehmer am Gefecht
Gefechte oder Gefechtshandlungen werden zwischen Großverbänden im Rahmen von Operationen, bei militärischen Verbänden im Rahmen von Taktik geführt.

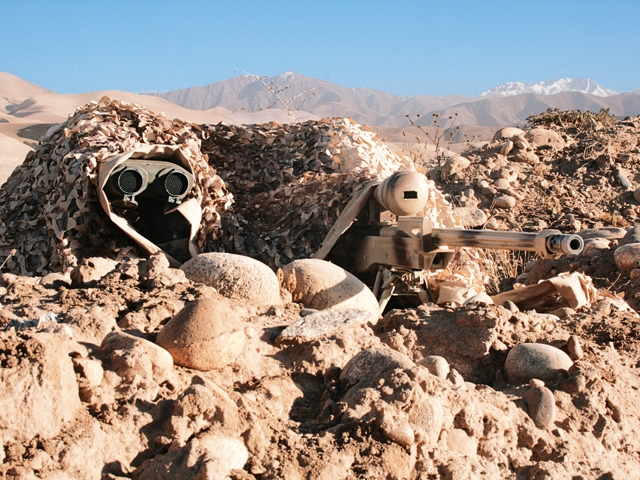
Scharfschützentrupp der Bundeswehr in Position
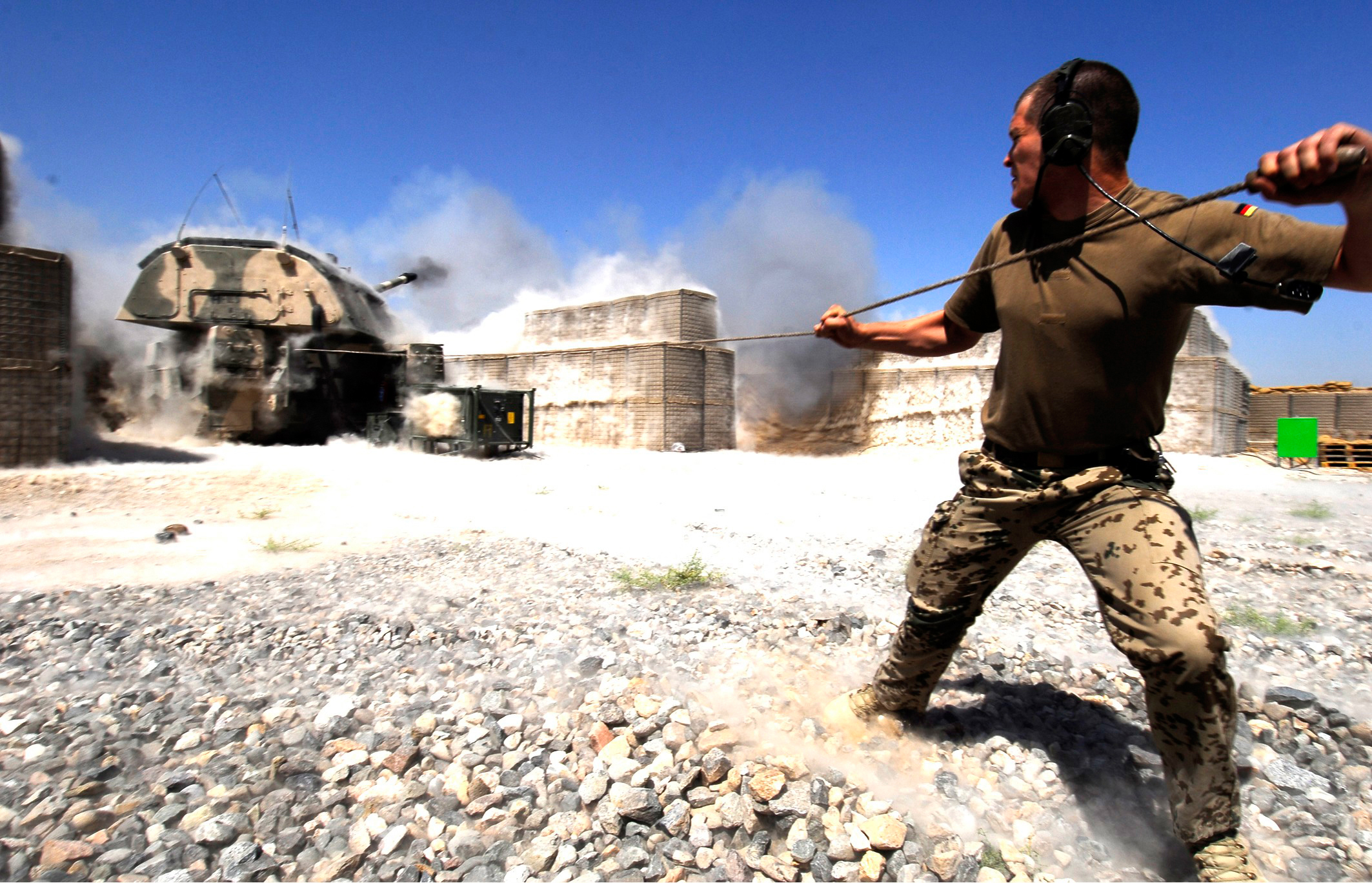
Panzerhaubitze 2000, abgefeuert per Seil
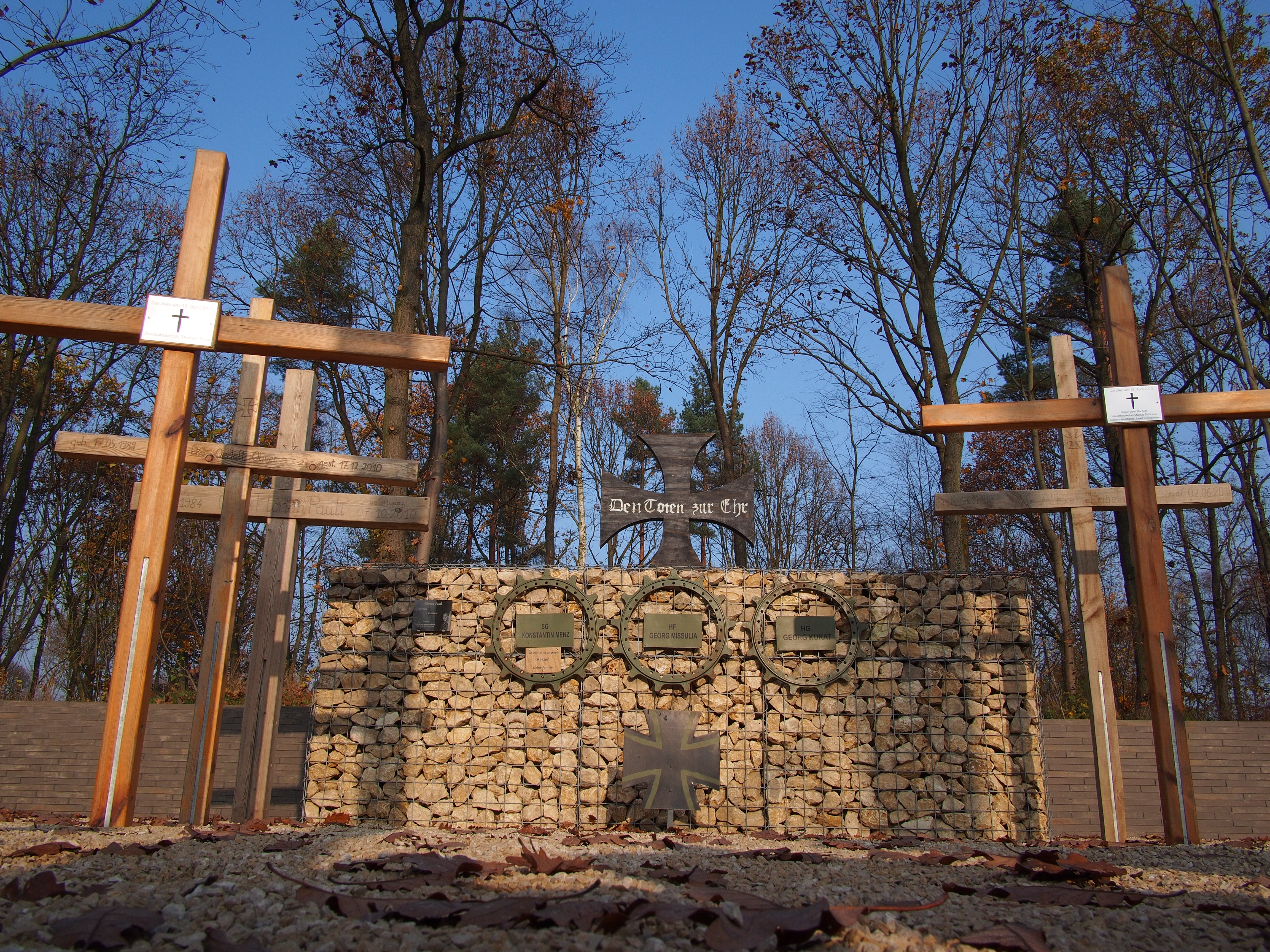
Wald der Erinnerung Bw-Ehrenhain Geltow

### Verlauf des Gefechts
Gefechte finden im Allgemeinen zwischen zwei gegnerischen Truppenteilen statt. Derjenige der Gegner, der den militärischen Zusammenstoß durch Herangehen an den Gegner oder durch Eröffnung der Kampfhandlungen auslöst, ist typischerweise der Angreifer, sein Vorgehen ist der Angriff oder die Offensive. Der offensive Gegner hält sich zur Zeit des Angriffs für stärker als sein Gegner, wobei hier nicht nur die relative Kampfkraft der Streitkräfte ins Spiel kommt, sondern auch taktische, technische, intellektuelle oder moralische Gesichtspunkte eine Rolle spielen können.
Der den Zusammenstoß erwartende Gegner ist der Verteidiger, sein Vorgehen ist die Verteidigung zur Abwehr des Angriffs oder die Defensive.
Halten sich beide Gegner in der Defensive, so kommt es nicht zum Gefecht.

### Feuer und Bewegung im Gefecht
Kern der Gefechtsführung ist die Koordination von Feuer und Bewegung der eigenen Kräfte, um das eigene Ziel zu erreichen bzw. den eigenen Auftrag gegenüber den Feindkräften durchzusetzen.
Im Rahmen des Gefechts der verbundenen Waffen wirken verschiedene Truppengattungen (in der Regel des Heeres) auf dem Gefechtsfeld zusammen, um einerseits die eigene Informations- und Feuerüberlegenheit sowie Bewegungsfähigkeit an der entscheidenden Stelle zu erzwingen und andererseits die Aufklärungs-, Wirkungs- und Bewegungsmöglichkeiten des Feindes zu minimieren.
Das Bewegungselement ist der Wechsel von einer Stellung in eine andere oder das Beziehen einer Wechselstellung innerhalb des befohlenen Stellungsraumes. Das Beziehen einer Wechselstellung befiehlt der Führer einer Teileinheit situativ selbständig nach eigenem Ermessen.
Das Beziehen einer neuen Stellung befiehlt nur der Kompaniechef oder ein höherer Vorgesetzter entsprechend dem Gefechtsverlauf und seiner Absicht für die Gefechtsführung.